# Szajkung
Szajkung (kínaiul: 西貢區, népszerű latin betűs átírással Sai Kung) Hongkong egyik kerülete, mely az Új területek városrészhez tartozik. Hongkong második legnagyobb kerülete. Itt található a Hongkongi Műszaki és Tudományegyetem, mely a város és Ázsia egyik legjobb egyeteme. Több mint 70 sziget tartozik hozzá.